# Mistrzostwa Świata Juniorów w Snowboardzie 1997
Mistrzostwa Świata Juniorów w Snowboardzie 1997 – pierwsze mistrzostwa świata juniorów w snowboardzie. Odbyły się w dniach 22–23 lutego 1997 roku we włoskim ośrodku narciarskim Corno alle Scale.

## Wyniki

### Mężczyźni
| Konkurencja       | Data      | Złoto           | Srebro        | Brąz            |
| Gigant równoległy | 22 lutego | Lukas Grüner    | Travis McLain | Charlie Cosnier |
| Halfpipe          | 23 lutego | Tomas Johansson | Jussi Oksanen | Märten Gaimer   |

### Kobiety
| Konkurencja       | Data      | Złoto             | Srebro                  | Brąz         |
| Gigant równoległy | 22 lutego | Déborah Anthonioz | Sabine Wutscher         | Evelyn Maier |
| Halfpipe          | 23 lutego | Anna Hellman      | Laura-Kaisa Suokonautio | Kim Stacey   |

## Tabela medalowa
| Lp. | Państwo           | złoto | srebro | brąz | Suma |
| --- | ----------------- | ----- | ------ | ---- | ---- |
| 1   | Szwecja           | 2     | 0      | 1    | 3    |
| 2   | Austria           | 1     | 1      | 1    | 3    |
| 3   | Francja           | 1     | 0      | 1    | 2    |
| 4   | Finlandia         | 0     | 2      | 0    | 2    |
| 5   | Stany Zjednoczone | 0     | 1      | 1    | 2    |